# All the Broken Places
All the Broken Places è un romanzo di narrativa storica di John Boyne, seguito del libro Il bambino con il pigiama a righe del 2006. È stato pubblicato il 15 settembre 2022 e ha ricevuto recensioni contrastanti dalla critica.

## Trama
In seguito agli eventi del romanzo precedente, il padre di Gretel, Ralf, viene giustiziato subito dopo la fine della seconda guerra mondiale. Nel 1946, la quindicenne Gretel e sua madre Elsa emigrano a Parigi, usando false identità per rivendicare la nazionalità francese. Le due hanno sviluppato opinioni contrapposte sull'Olocausto: Gretel ritiene di essere parzialmente responsabile mentre Elsa non è d'accordo. Cercando stabilità, la madre di Gretel corteggia Rémy Toussaint, un uomo ricco ed ex membro della resistenza nella speranza che il loro eventuale matrimonio garantisca un futuro per lei e la figlia. A sua volta, Gretel si infatua di Emil, un assistente nella merceria del padre, il cui fratello maggiore era un combattente della resistenza giustiziato dai tedeschi. Gretel percepisce qualcosa di strano nel comportamento di Emil e Rémy.
Durante una serata fuori con i loro amanti, Gretel e sua madre affrontano dei vicini furiosi che hanno perso i loro cari in guerra e sanno del loro passato nazista. Durante la lite, le teste delle due donne vengono rasate a forza. Sono costrette a fuggire a Rouen, dove Gretel diventa una sarta. L'amarezza di Elsa per l'attacco subito la porta ad aderire a sentimenti filonazisti. Nel 1952, Elsa muore di dolore e alcolismo; rimasta sola, Gretel si trasferisce in Australia, stringendo amicizia con Cait Softly, una lesbica irlandese che ha subito gli abusi di suo padre per una gravidanza, fino a subire un aborto. Affittano insieme una casa a Sydney, con Gretel che lavora in una sartoria e Kate come barista. Gretel scopre le relazioni di Kate e il suo passato.
Al pub dove lavora Kate, Gretel vede il tenente Kurt Kotler, un ex soldato tedesco che ha prestato servizio sotto suo padre. Inizia a osservarlo, scoprendo la sua nuova vita come banchiere in Australia. Un giorno, Gretel rapisce suo figlio Hugo, progettando un omicidio-suicidio, ma alla fine accetta di incontrare Kurt. Discutono della rabbia di Gretel e del sostegno di Kurt al regime nazista, e Kurt che sottolinea che Gretel è arrabbiata con lui come modo per sfuggire al suo senso di colpa.
Dopo il rapimento, Gretel si trasferisce a Londra, dove trova lavoro da Selfridges. Gretel si innamora di un collega ebreo, David, con cui inizia una relazione. Tuttavia, dopo aver assistito alla proiezione di un film sull'Olocausto contenenti filmati della sua famiglia, Gretel corre fuori dal cinema e salta sotto un autobus in un tentativo fallito di suicidarsi. In ospedale, Edgar, un amico di David, la informa del passato di David: è originario di Praga, ma dovette andarsene con i nonni dopo l'occupazione, mentre i genitori e la sorella furono assassinati nel campo di sterminio di Treblinka. Mentre è in convalescenza, Gretel scopre di essere incinta. Dopo essere stata dimessa, Gretel racconta a David la storia della sua vita e di aspettare da lui un figlio; David, disgustato dal suo coinvolgimento nel nazismo, l'abbandona. In seguito Gretel sposa Edgar, mentre la figlia sua e di David, che chiama Heidi, viene data in adozione.
Nel 1961, Gretel ed Edgar hanno un figlio di nome Caden. Alle prese con la maternità, Gretel si allontana e lascia in gran parte la responsabilità di crescere suo figlio a Edgar. Un giorno, quando ha nove anni, Caden scompare brevemente dopo essere strisciato attraverso un buco nella recinzione dietro casa. Il parallelismo dell'esperienza con la morte prematura di suo fratello Bruno provoca un crollo nervoso a Gretel, che passa un anno in ospedale, rivivendo la sua infanzia e fantasticando di essere di nuovo bambina. Il medico di Gretel, che è stato evacuato da bambino durante la seconda guerra mondiale, riflette sul loro trauma condiviso, frustrando Gretel poiché sente di aver sofferto molto di più di lui.
Nel 2008, Edgar, che è diventato uno storico rispettato specializzato nella seconda guerra mondiale, muore. Gretel esprime rammarico per non avergli mai detto perché era così importante per lei che si trasferissero a Winterville Court, un condominio a Mayfair, dopo che lui aveva ricevuto un'eredità all'inizio del loro matrimonio. Gretel vive accanto ad Heidi, che è incline alla confusione e alla perdita di memoria. Nel frattempo, Caden si sposa per la quarta volta e la sua attività di costruzione è in crisi, quindi cerca di convincere la madre a trasferirsi in un villaggio per pensionati. Nonostante il suo rifiuto, Gretel accetta di aiutarlo finanziariamente. Gretel stringe amicizia con la fidanzata di Caden, Eleanor, una cardiochirurga a cui confida alcuni dettagli del suo passato.
Tuttavia, l'arrivo della famiglia del produttore cinematografico Alex Darcy-Witt in un appartamento al piano di sotto sconvolge le loro vite. Alex è violento e molto autoritario nei confronti della moglie Madelyn e del figlio di 9 anni Henry; li considera una sua proprietà. Questo comportamento si rivela troppo per Gretel, che alla fine chiama la polizia per Alex nel tentativo di proteggere la moglie e il figlio, ma dalle loro indagini non esce nulla. Per rappresaglia, Alex dice a Gretel che conosce la sua vera identità e minaccia di rivelarla se attirerà di nuovo l'attenzione su di lui. Ciò porta Gretel a prendere misure drastiche; invita Alex nel suo appartamento, gli taglia la gola e si consegna alla polizia dopo il matrimonio di Caden. Il romanzo si conclude con Gretel imprigionata in una struttura confortevole e di bassa sicurezza, consapevole che il suo segreto morirà con lei e che il nipote atteso di Gretel crescerà ignaro della sua ascendenza.

## Accoglienza
All the Broken Places ha ricevuto recensioni contrastanti dalla critica. Il romanzo ha ricevuto elogi sul The Guardian e sullo Star Tribune, con il primo che ha elogiato la caratterizzazione di Gretel e il secondo che ha descritto la storia come "essenziale" e "oscuramente avvincente". Booklist ha elogiato l'impegno di Boyne con i temi principali del romanzo di colpa e complicità con la violenza, ma ha criticato la trama per contenere troppe coincidenze e incontri casuali. Martina Devlin scrivendo sull'Irish Independent, ha affermato che il materiale storico del romanzo è stato gestito bene, lodando la frenesia della narrazione.
Le recensioni negative di All the Broken Places si sono concentrate sulla sua gestione dell'Olocausto e sulla complicità di molti dei suoi personaggi negli eventi. Il Sunday Times ha criticato la struttura del romanzo e ha descritto la trama come non credibile. Tanya Gold del Daily Telegraph ha dato al libro una valutazione di 2 stelle su 5, scrivendo che il romanzo potrebbe essere descritto come abile solo se "non sai nulla dell'Olocausto e se desideri non saperne nulla". Scrive che la trama sulla vita di Gretel negli anni '40 e '50 era la "parte migliore del romanzo", ma che altre parti della storia diventano "un thriller". Conclude che "narrazioni parallele, una promettente e una offensiva, si combinano in un epilogo pulp che fa vergognare sia l'autore che il lettore".  Ann Manov del New Statesman è stata ancora più schietta, descrivendo il romanzo come "sciocchezze infantili" e come "completamente fallimentare nel suo scopo dichiarato" di promuovere l'educazione al genocidio. Manov ha scritto che il romanzo è "così autoindulgente, così grossolanamente stereotipato, così sfacciato e insipido che si è quasi stupiti che [Boyne] abbia osato scriverlo".
Publishers Weekly ha scritto che il romanzo serve come un accettabile seguito di Il bambino con il pigiama a righe ma che non era in grado di reggersi in piedi da solo. Kirkus Reviews è stato più positivo, lodando il lavoro di Boyne sui personaggi in tutto il libro.